# HC Litvínov
HC Verva Litvínov – czeski klub hokejowy z siedzibą w Litvínovie.
W najwyższej czeskiej klasie rozgrywkowej drużyna gra nieprzerwanie od sezonu 1959 roku. W rozgrywkach czeskiej ekstraligi występuje od sezonu 1993/1994. W sezonie 2014/15 klub po raz pierwszy w historii wywalczył tytuł Mistrza Czech.
Lodowisko klubu nosi imię i nazwisko wychowanka klubu, wybitnego hokeisty i trenera, Ivana Hlinki.

## Dotychczasowe nazwy

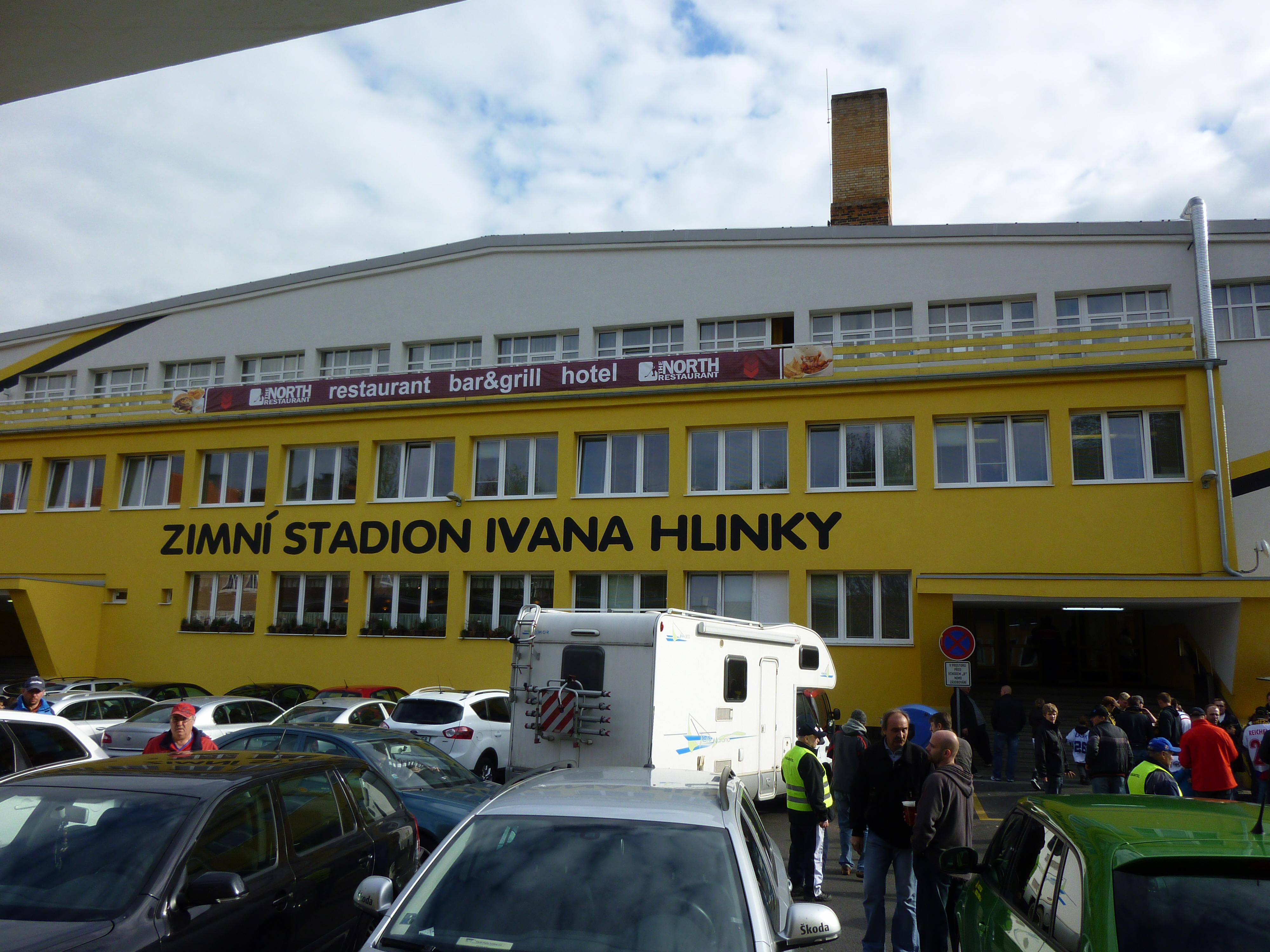
Lodowisko klubu

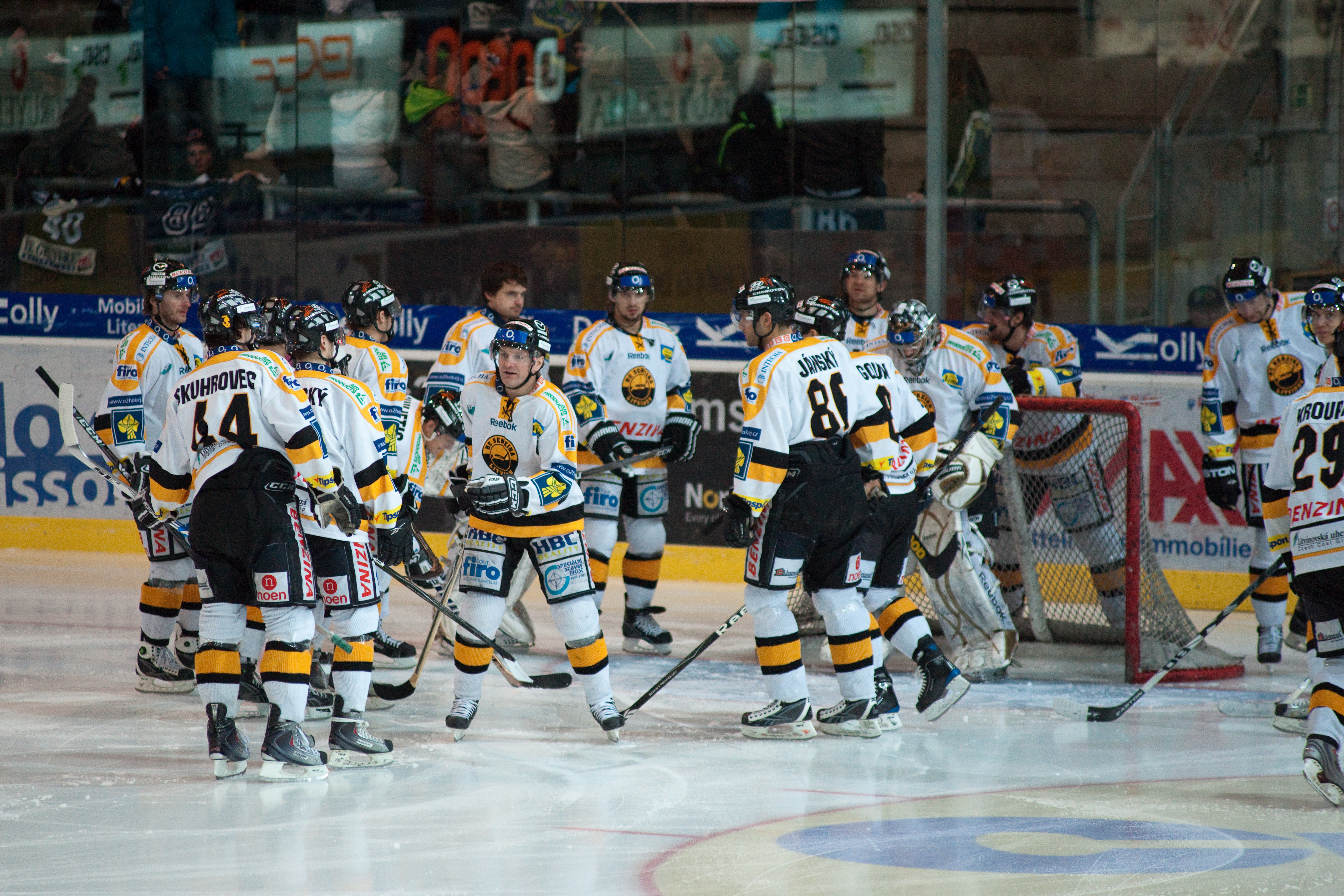
Zawodnicy drużyny (2010)

- SK Stalinovy Zavody Vary (1945−1954)
- SZ Litvínov (1954−1961)
- CHZ Litvínov (1954-1991)
- HC Chemopetrol Litvínov (1991−2007)
- HC Litvínov (2007−2009)
- HC Benzina Litvínov (2009−2011)
- HC Verva Litvínov (od 2011)

## Sukcesy
Klubowe
- Srebrny medal mistrzostw Czechosłowacji: 1978, 1984
- Srebrny medal mistrzostw Czech: 1991, 1996
- Tipsport Hockey Cup: 2002
- Złoty medal mistrzostw Czech: 2015

Indywidualne
- Wychowankowie w lidze NHL: 23 zawodników - najwięcej ze wszystkich czeskich klubów
- Mistrzowie olimpijscy: 8 zawodników i 1 trener zdobyło złote medale olimpijskie
- Mistrzowie świata: 15 graczy i 3 trenerów związanych z klubem wywalczyło tytuł Mistrzów Świata